# Oostenrijk op het Eurovisiedansfestival
Oostenrijk deed in 2007 en 2008 mee aan het Eurovisiedansfestival.
In 2007 stuurde Oostenrijk Kelly en Andy Kainz naar het festival. Met de jive en paso doble haalden ze een 5de plaats.
Ook in 2008 deed Oostenrijk mee. Dit keer met Dorian Steidl en Nicole Kuntner; zij dansten de jive  en slowfox. Dit keer behaalde Oostenrijk de 13de plaats.
Sinds 2009 wordt het festival niet meer gehouden.

## Lijst van Oostenrijkse deelnames
| Jaar | Artiest                         | Stijl              | Plaats | Punten |
| ---- | ------------------------------- | ------------------ | ------ | ------ |
| 2007 | Kelly en Andy Kainz             | jive en paso doble | 5      | 74     |
| 2008 | Dorian Steidl en Nicole Kuntner | jive en slowfox    | 13     | 29     |

2007 · 2008 
Zie ook: Eurovisiesongfestival · Junior Eurovisiesongfestival · Eurovision Young Musicians · Eurovision Young Dancers · Eurovision Choir
Azerbeidzjan · Denemarken · Duitsland · Finland · Griekenland · Ierland · Litouwen · Nederland · Oekraïne · Oostenrijk · Polen · Portugal · Rusland · Spanje · Verenigd Koninkrijk · Wit-Rusland · Zweden · Zwitserland